# Gandia
Gandia is een stad en een gemeente in de provincie Valencia in de regio Valencia in het oosten van Spanje aan de Middellandse Zee. Gandia is onderdeel van de comarca Safor en telt 74.814 inwoners (1 januari 2016). De gemeente is gelegen aan de Costa del Azahar en heeft een oppervlakte van 61 km². Het ligt ongeveer 65 kilometer ten zuiden van Valencia en 110 kilometer ten noorden van Alicante. De stad is over de weg bereikbaar via de N-332 en via de AP-7 en via spoor over de spoorlijn C-1 van de Cercanías Valancia. Voorts zijn er diverse regionale en plaatselijke busverbindingen.

## Demografische ontwikkeling
Bron: INE; 1857-2011: volkstellingen
Opm: Aanhechting van Beniopa en Benipeixcar (1970)

## Geboren te Gandia
- Joanot Martorell (±1413-1468), schrijver, auteur van een van de eerste moderne West-Europese romans: Tirant lo Blanc
- Franciscus Borgia (1510-1572), derde generaal-overste van de jezuïeten; heilig verklaard in 1671.